# Китицын, Платон Александрович
Платон Александрович Китицын (род. 9 августа 1846 — ?) — русский историк, член Русского исторического общества.

## Печатные работы
- «Путешествие Екатерины II в Крым» («Древняя и Новая Россия», 1880, III)
- «Голос запорожского депутата во всероссийском собрании депутатов 1768 г.» («Киевская Старина», V)
- «Турецкое посольство в 1793 г.» («Киевская Старина», XXIII, 1888)
- «Малороссийская губерния» («Киевская Старина», 1889)
- «К истории Кубанского войска» («Киевская Старина», 1892)
- «Полтавское дворянское ополчение 1812—1814» («Киевская Старина», 1904)
- «К вопросу о школах в Малороссии в начале XIX в.» («Киевская Старина», 1904)
- «Печати городов 3-х малороссийских полков» («Труды Полтавского Архивного Комитета», выпуск 2)
- «Кобелякская старина» (ib., выпуск 4)
- «Проезд через Екатеринославское наместничество турецкого посольства в 1795 г.» («Записки одесского общества древностей», 1876, том X)
- «О раскольничьих, старообрядческих скитах» («Древняя и Новая Россия», 1879).

## Источник
- Китицын, Платон Александрович // Энциклопедический словарь Брокгауза и Ефрона : в 86 т. (82 т. и 4 доп.). — СПб., 1895. — Т. XV. — С. 229.